# DreamCatcher Interactive
La DreamCatcher Interactive Inc. o DreamCatcher Games è stata un'azienda produttrice di videogiochi canadese, fondata nel 1996 da Richard Wah Kan, che aveva sede a Toronto.

## Storia
Nel mese di marzo 2000, l'azienda è stata acquistata dalla Cryo Interactive. A seguire la crescita dell'azienda, questa, nel mese di novembre del 2000, ha firmato un contratto con la Her Interactive per pubblicare il franchise Nancy Drew. Nel tardo 2002, parte degli assetti e dei team di sviluppo della Cryo Interactive sono stati "assorbiti" dalla DreamCatcher Interactive, formando una base per la nuova DreamCatcher Europe, con l'inclusione di un grande studio aperto. Nei primi mesi del 2003, la DreamCatcher era il decimo pubblicatore di videogiochi negli Stati Uniti, e in quello stesso tempo, dopo l'acquisizione della Cryo Interactive, la DreamCatcher creò una divisione pubblicativa chiamata The Adventure Company, sempre nei primi mesi del 2003. La compagnia fece anche partnership con aziende come Wanadoo Edition e Microïds, oltre che ad altri studio nello sviluppo e nella distribuzione di giochi tra cui Syberia, Still Life e ObScure. Nel 2005, lo studio primario della Microïds venne preso dalla Ubisoft, che diede alla DreamCatcher i diritti di pubblicare i giochi che ne venivano prodotti. Nel 2006, l'azienda è divenuta sussidiaria della JoWooD Entertainment. Nel 2011, l'azienda è finita in amministrazione insieme all'azienda parente JoWood, e tutti i suoi assetti sono stati acquistati dalla Nordic Games Holding. il marchio DreamCatcher Interactive è usato come pellicola pubblicativa per la THQ Nordic a Vienna, in Austria.

## Divisioni
- The Adventure Company
- Silverline Software

## Videogiochi
Nota: La seguente è la lista dei titoli editi da DreamCatcher Interactive; i videogiochi pubblicati dalla The Adventure Company non sono inclusi.
| Anno | Titolo                                          | Piattaforma                               |
| ---- | ----------------------------------------------- | ----------------------------------------- |
| 1996 | Jewels of the Oracle                            | Macintosh, Windows 3.x                    |
| 1997 | Egypt 1156 a.C.: l'enigma della tomba reale     | Macintosh, Microsoft Windows              |
| 1997 | Safecracker                                     | Macintosh, Microsoft Windows              |
| 1997 | Soldier Boyz                                    | Microsoft Windows                         |
| 1997 | Beyond Time                                     | Microsoft Windows, Windows 3.x            |
| 1998 | Jewels II: The Ultimate Challenge               | Microsoft Windows, Windows 3.x            |
| 1998 | Karma: Curse of the 12 Caves                    | Microsoft Windows                         |
| 1998 | Cydonia: Mars - The First Manned Mission        | Microsoft Windows                         |
| 1998 | Nightlong: Union City Conspiracy                | Microsoft Windows                         |
| 1999 | The Adventures of Jonny Quest                   | Microsoft Windows                         |
| 1999 | The Crystal Key                                 | Macintosh, Microsoft Windows              |
| 2000 | The Forgotten: It Begins                        | Macintosh, Microsoft Windows              |
| 2000 | Egypt 2: la profezia di Heliopolis              | Microsoft Windows                         |
| 2000 | Seven Games of the Soul                         | Microsoft Windows                         |
| 2000 | Riddle of the Sphinx: An Egyptian Adventure     | Macintosh, Microsoft Windows              |
| 2000 | The Legend of Lotus Spring                      | Macintosh, Microsoft Windows              |
| 2000 | Aztec                                           | Microsoft Windows                         |
| 2000 | Dracula: La risurrezione                        | Macintosh, PlayStation, Microsoft Windows |
| 2000 | Traitors Gate                                   | Macintosh, Microsoft Windows              |
| 2000 | Atlantis II                                     | Macintosh, Microsoft Windows              |
| 2000 | A sangue freddo                                 | PlayStation, Microsoft Windows            |
| 2000 | The New Adventures of the Time Machine          | Microsoft Windows                         |
| 2000 | TimeScape: Journey to Pompeii                   | Macintosh, Microsoft Windows              |
| 2000 | The Legend of the Prophet and the Assassin      | Microsoft Windows                         |
| 2000 | Odyssey: The Search for Ulysses                 | Microsoft Windows                         |
| 2000 | Nancy Drew: Message in a Haunted Mansion        | Microsoft Windows, Game Boy Advance       |
| 2001 | Frank Herbert's Dune                            | Microsoft Windows                         |
| 2001 | Dracula 2: L'ultimo santuario                   | Macintosh, PlayStation, Microsoft Windows |
| 2001 | Necronomicon                                    | PlayStation, Microsoft Windows            |
| 2001 | The Messenger                                   | Macintosh, Microsoft Windows              |
| 2001 | Dracula: Crazy Vampire                          | Game Boy Color                            |
| 2001 | Nancy Drew: Secrets Can Kill                    | Microsoft Windows                         |
| 2001 | The Secrets of Alamut                           | Microsoft Windows                         |
| 2001 | Nancy Drew: Stay Tuned for Danger               | Microsoft Windows                         |
| 2001 | Arthur's Knights: Tales of Chivalry             | Microsoft Windows                         |
| 2001 | Nancy Drew: Treasure in the Royal Tower         | Microsoft Windows                         |
| 2001 | Woody Woodpecker                                | Game Boy Color                            |
| 2001 | Amerzone                                        | Microsoft Windows                         |
| 2001 | Atlantis: The Lost Tales                        | Microsoft Windows                         |
| 2001 | Jekyll & Hyde                                   | Microsoft Windows                         |
| 2001 | The Shadow of Zorro                             | Microsoft Windows                         |
| 2001 | From Dusk Till Dawn                             | Microsoft Windows                         |
| 2001 | Schizm: Mysterious Journey                      | Microsoft Windows                         |
| 2001 | Atlantis III: The New World                     | Microsoft Windows                         |
| 2001 | Nancy Drew: The Final Scene                     | Microsoft Windows                         |
| 2001 | MegaRace 3                                      | Microsoft Windows                         |
| 2002 | Inspector Gadget: Advance Mission               | Game Boy Advance                          |
| 2002 | Gremlins: Stripe vs. Gizmo                      | Game Boy Advance                          |
| 2002 | Woody Woodpecker: Escape from Buzz Buzzard Park | PlayStation 2                             |
| 2002 | Casino Mogul                                    | Microsoft Windows                         |
| 2002 | SuperPower                                      | Microsoft Windows                         |
| 2002 | Factory Mogul                                   | Microsoft Windows                         |
| 2002 | Arabian Nights                                  | Microsoft Windows                         |
| 2002 | Project Earth: Starmageddon                     | Microsoft Windows                         |
| 2002 | The Mystery of the Nautilus                     | Microsoft Windows                         |
| 2002 | Gore: Ultimate Soldier                          | Microsoft Windows                         |
| 2002 | Rock Manager                                    | Microsoft Windows                         |
| 2002 | Agassi Tennis Generation                        | PlayStation 2                             |
| 2002 | Iron Storm                                      | Microsoft Windows                         |
| 2002 | Extreme Ghostbusters: Code Ecto-1               | Game Boy Advance                          |
| 2002 | Kaan: Barbarian's Blade                         | PlayStation 2, Microsoft Windows          |
| 2002 | Law & Order: Dead on the Money                  | Microsoft Windows                         |
| 2002 | Pink Panther: Pinkadelic Pursuit                | PlayStation                               |
| 2002 | Haegemonia                                      | Microsoft Windows                         |
| 2002 | Pink Panther: Pinkadelic Pursuit                | Game Boy Advance                          |
| 2002 | Post Mortem                                     | Microsoft Windows                         |
| 2003 | Battlecruiser Millennium Gold                   | Microsoft Windows                         |
| 2003 | Harbinger                                       | Microsoft Windows                         |
| 2003 | Hellboy: Dogs of the Night                      | PlayStation                               |
| 2003 | Emergency Fire Response                         | Microsoft Windows                         |
| 2003 | Enigma: Rising Tide                             | Microsoft Windows                         |
| 2003 | Spirits & Spells                                | GameCube                                  |
| 2003 | Ultimate Beach Soccer Sports                    | Xbox                                      |
| 2003 | Curse: The Eye of Isis                          | Microsoft Windows, Xbox                   |
| 2003 | Etherlords II                                   | Microsoft Windows                         |
| 2003 | Pro Beach Soccer                                | Game Boy Advance                          |
| 2003 | Pax Romana                                      | Microsoft Windows                         |
| 2003 | Broken Sword: Il sonno del drago                | Microsoft Windows                         |
| 2003 | Arx Fatalis                                     | Xbox                                      |
| 2004 | Saddle Up: Time to Ride                         | Microsoft Windows                         |
| 2004 | Besieger                                        | Microsoft Windows                         |
| 2004 | Traitors Gate 2: Cypher                         | Microsoft Windows                         |
| 2004 | Universal Combat                                | Microsoft Windows                         |
| 2004 | Crystal Key II: The Far Realm                   | Microsoft Windows                         |
| 2004 | Painkiller                                      | Microsoft Windows                         |
| 2004 | The Omega Stone: Riddle of the Sphinx II        | Microsoft Windows                         |
| 2004 | Aura: Mondi paralleli                           | Microsoft Windows                         |
| 2004 | SuperPower 2                                    | Microsoft Windows                         |
| 2004 | Lights Out                                      | Microsoft Windows                         |
| 2004 | Il ritorno all'isola misteriosa                 | Microsoft Windows                         |
| 2004 | Painkiller: Battle Out of Hell                  | Microsoft Windows                         |
| 2004 | Advanced Battlegrounds: The Future of Combat    | Microsoft Windows                         |
| 2005 | Yager                                           | Microsoft Windows                         |
| 2005 | Enigma: Rising Tide                             | Microsoft Windows                         |
| 2005 | The Moment of Silence                           | Microsoft Windows                         |
| 2005 | Domination                                      | Microsoft Windows                         |
| 2005 | ObsCure                                         | PlayStation 2, Microsoft Windows, Xbox    |
| 2005 | Painkiller: Gold Edition                        | Microsoft Windows                         |
| 2005 | MetalHeart: Replicants Rampage                  | Microsoft Windows                         |
| 2005 | Dungeon Lords                                   | Microsoft Windows                         |
| 2005 | Still Life                                      | Xbox                                      |
| 2005 | ECHO: Secrets of the Lost Cavern                | Microsoft Windows                         |
| 2005 | Painkiller: Black                               | Microsoft Windows                         |
| 2005 | NiBiRu: Messaggero degli dei                    | Microsoft Windows                         |
| 2005 | Cold War                                        | Microsoft Windows, Xbox                   |
| 2005 | Agatha Christie: E non ne rimase nessuno        | Wii, Microsoft Windows                    |
| 2006 | Agatha Christie: Assassinio sull'Orient Express | Microsoft Windows                         |
| 2006 | Dungeon Lords: Collector's Edition              | Microsoft Windows                         |
| 2006 | Keepsake: Il mistero di Dragonvale              | Microsoft Windows                         |
| 2006 | Imperivm: Civitas                               | Microsoft Windows                         |
| 2006 | Wildlife Park                                   | Microsoft Windows                         |
| 2006 | Painkiller: Hell Wars                           | Xbox                                      |
| 2006 | Ship Simulator                                  | Microsoft Windows                         |
| 2006 | First Battalion                                 | Microsoft Windows                         |
| 2006 | Neverend                                        | Microsoft Windows                         |
| 2006 | Evidence: The Last Ritual                       | Microsoft Windows                         |
| 2006 | Secret Files: Il mistero di Tunguska            | Microsoft Windows                         |
| 2007 | Nanny Mania                                     | Microsoft Windows                         |
| 2007 | Secrets of the Ark: A Broken Sword Game         | Microsoft Windows                         |
| 2007 | Power Boat GT                                   | Microsoft Windows                         |
| 2007 | The Sacred Rings                                | Microsoft Windows                         |
| 2007 | The Ugly Prince Duckling                        | Microsoft Windows                         |
| 2007 | Genesis Rising                                  | Microsoft Windows                         |
| 2007 | Dawnspire: Prelude                              | Microsoft Windows                         |
| 2007 | Voyage                                          | Microsoft Windows                         |
| 2007 | Sentinel: Descendants in Time                   | Microsoft Windows                         |
| 2007 | Schizm II: Chameleon                            | Microsoft Windows                         |
| 2007 | Dunes of War                                    | Microsoft Windows                         |
| 2007 | Dead Reefs                                      | Microsoft Windows                         |
| 2007 | Spaceforce: Rogue Universe                      | Microsoft Windows                         |
| 2007 | Destination: Treasure Island                    | Microsoft Windows                         |
| 2007 | Atlantis Evolution                              | Microsoft Windows                         |
| 2007 | Animates                                        | Nintendo DS                               |
| 2007 | The Cameron Files: Pharaoh's Curse              | Microsoft Windows                         |
| 2007 | Painkiller: Overdose                            | Microsoft Windows                         |
| 2007 | LifeSigns: Surgical Unit                        | Nintendo DS                               |
| 2007 | Reprobates                                      | Microsoft Windows                         |
| 2007 | Agatha Christie: Delitto sotto il sole          | Microsoft Windows                         |
| 2007 | Zoo Quest: Puzzle Fun                           | Nintendo DS, Microsoft Windows            |
| 2008 | Agatha Christie: Death on the Nile              | Microsoft Windows                         |
| 2008 | Agatha Christie: Mysteries                      | Microsoft Windows                         |
| 2008 | The Experiment                                  | Microsoft Windows                         |
| 2008 | Seven Kingdoms: Conquest                        | Microsoft Windows                         |
| 2008 | Cleopatra: Riddle of the Tomb                   | Microsoft Windows                         |
| 2008 | Sherlock Holmes versus Arsène Lupin             | Microsoft Windows                         |
| 2008 | SpellForce 2: Dragon Storm                      | Microsoft Windows                         |
| 2008 | Painkiller Triple Dose                          | Microsoft Windows                         |
| 2008 | SpellForce 2: Shadow Wars                       | Microsoft Windows                         |
| 2008 | Wildlife Zoo: Deluxe Edition                    | Microsoft Windows                         |
| 2008 | The Hardy Boys: The Hidden Theft                | Microsoft Windows                         |
| 2008 | Drivers Ed Portable                             | Nintendo DS                               |
| 2008 | Syberia                                         | Nintendo DS                               |
| 2008 | Dreamer: Horse Trainer                          | Nintendo DS                               |
| 2008 | Learn Math for Grades 1-4                       | Nintendo DS                               |
| 2008 | Dreamer: Puppy Trainer                          | Nintendo DS                               |
| 2008 | Matchstick                                      | Nintendo DS                               |
| 2009 | Inkheart                                        | Nintendo DS                               |
| 2009 | Dreamer: Pop Star                               | Nintendo DS                               |
| 2009 | Monster Band                                    | Nintendo DS                               |
| 2009 | Dreamer Series: Babysitter                      | Nintendo DS                               |
| 2009 | Let's Play: Shops                               | Nintendo DS                               |
| 2009 | Painkiller: Resurrection                        | Microsoft Windows                         |
| 2009 | Treasure Island                                 | Microsoft Windows                         |
| 2010 | Arcania: Gothic 4                               | Microsoft Windows                         |
| 2010 | Gothic II (Gold Edition)                        | Microsoft Windows                         |
| 2010 | Chaser                                          | Microsoft Windows                         |
| 2010 | Painkiller: Pandemonium                         | Microsoft Windows                         |
| 2011 | Painkiller: Redemption                          | Microsoft Windows                         |